# Singrist
Singrist é uma ex-comuna francesa na região administrativa de Grande Leste, no departamento do Baixo Reno. Estendeu-se por uma área de 3,54 km². Em 2010 a comuna tinha 370 habitantes (densidade: 104,5 hab./km²).
Em 1 de janeiro de 2016 foi fundida com as comunas de Allenwiller, Birkenwald e Salenthal para a criação da nova comuna de Sommerau.